# Скифия
Ски́фия (др.-греч. Σκυθία, лат. Scythia) — древний регион Евразии, в представлении древних греков, римлян и византийцев находившийся к северу от Понта до Каспийского моря, в котором были расселены скифы. Скифию упоминал Алкей; Гекатей; Геродот дал её подробное описание; Страбон говорил о «малой Скифии» — предположительно земле тавров в Крыму, затем о равнинах Добруджи; и, наконец, Клавдий Птолемей говорит об азиатской Скифии, уже вне границ восточной Европы. Ал-Идриси помещал Скифию в пределы тюркских народов и использовал в отношении неё название араб. اسقونيا‎ (Аль-Хорезми использовал название араб. اسقوثيا‎, отличающиеся количеством точек над одной из графем), Ибн аль-Факих описывает Скифию как содержащую Арминийа, Хорасан, тюрков и хазар.
В узком смысле Великой Скифией древние греки называли Северное Причерноморье. В широком смысле (расселения всех скифских народов) Скифия включает степи, лесостепи и пустыни Восточной Европы и Средней Азии от Нижнего Подунавья до Алтайских гор. Восточные скифы нередко упоминаются под именем саков; к последним примыкали массагеты. 
Государственные образования, основанные скифами, включают Причерноморское Скифское царство и его позднейшую преемницу (Малую Скифию в Крыму, или Тавроскифию); Малую Скифию в Добрудже; Ишкузу ассиро-вавилонских и урартских источников в Закавказье и районе озера Урмия и её преемницу Сакасену в составе мидо-персидских царств; Индо-скифские царства эллинистического периода на территории Бактрии, Согдианы, Арахосии, Гандхары, Кашмира, Пенджаба, Раджастхана и Гуджарата.

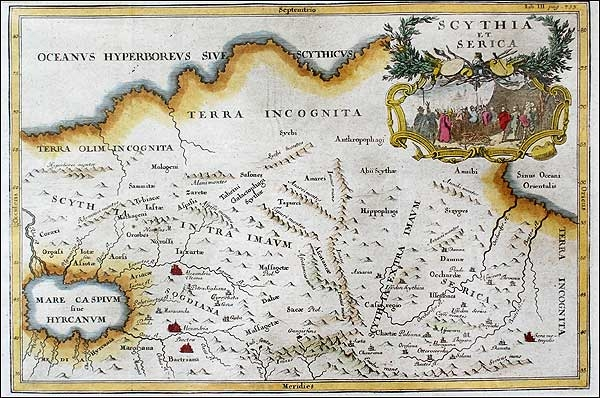
Карта Скифии, XVIII века

## Состав народов и окружение

Скифский культурный мир и основные направления дорог и торговых путей
Группы памятников:
1. Причерноморско-Прикаспийская
2. Урало-Западносибирская
3. Среднеазиатская
4. Центральноазиатская
Подгруппы памятников:
(1) Северного Причерноморья и Крыма
(2) Средней Европы
(3) Днестровско-Донецкой лесостепи
(4) Северного Кавказа
(5) Подонья, Поволжья, Приуралья
(6) Бассейна реки Сосьвы
(7) Зауральской и Западносибирской лесостепи
(8) Алтая и Тувы
(9) Минусинской котловины
(10) Забайкалья
(11) Центрального и Восточного Казахстана
(12) Семиречья, Тянь-Шаня, Ферганы, Памира,
Ташкентского оазиса, Средней Сыр-Дарьи,
Среднеазиатского междуречья
(13) Приаралья
(14) Закаспия
Региональные водоразделы:
I. Винницко-Тюменский
II. Донецко-Ачинский
III. Челекен-Новокузнецкий
IV. Памиро-Саянский
V. Уральский
VI. Тимано-Алтайский
VII. Карпато-Копетдагский

«Пространства скифов» упоминаются в трагедии Эсхила Прометей прикованный:

Вот мы пришли к далёким рубежам земли,

В пространства скифов, в дикую пустую дебрь.
— Эсхил. Прометей прикованный (перевод А. И. Пиотровского).
Анонимный византийский автор в схолиях к сочинению Аристотеля «О небе», возможно, впервые использовал этноним рос:

«Мы заселяем среднее пространство между арктическим поясом, близким к северному полюсу, и летним тропическим, причём скифы-рось (Σκυθας τους Ρως) и другие гиперборейские народы живут ближе к арктическому поясу.»

Геродот со ссылкой на поэму «Аристей из Проконнеса» отмечал, что собственно скифы живут до исседонов, от которых Аристей и почерпнул основные сведения. За исседонами обитают аримаспы — одноглазые люди; за аримаспами — стерегущие золото грифоны, а ещё выше за ними — гипербореи на границе с морем. Все эти народы, кроме гипербореев, по словам Аристея, постоянно воевали с соседями, причём первыми начали войну аримаспы.
Истоки индоевропейства, включая скифов, во временах одомашнивания лошадей на просторах севернее Каспия и Чёрного моря указывают сторонники Курганной гипотезы.
Согласно одной из гипотез, скифов связывали с носителями сейминско-турбинской культуры, существовавшей до 38 — 35 веков назад, однако в настоящее время используется термин «сейминско-турбинский феномен», поскольку быстрое распространение определённых видов оружия было надкультурным и кратковременным явлением, хотя и имевшим последствия в евразийском регионе.
Есть и связи аримаспо-исседонской войны с более ранними культурами. Аримаспы изгнали исседонов из их страны, затем исседоны вытеснили скифов, а киммерийцы, обитавшие у Южного (Черного) моря, под напором скифов покинули свою родину.

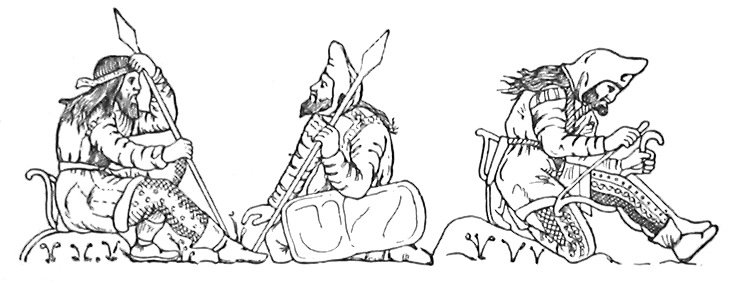
Скифы. Рельеф чаши из кургана Куль-Оба (Эрмитаж)

Из описаний Геродота и других античных авторов известно, что в целом Скифия объединяла несколько десятков античных народов, из которых ко временам Геродота свои царства и царей имели царские скифы, савроматы, тавры, массагеты, агафирсы, гелоны, меланхлены, андрофаги, невры, будины, аланы. Северные части собственно Скифии, простиравшиеся внутрь материка и вверх по Истру (Дунаю), граничили сначала с агафирсами (им отдают округу Карпат), затем с неврами (чаще округа Белоруссии), потом с андрофагами (чаще связывают с балтами) и с меланхленами.
Но эти рубежи условны, так как в связи с вторжением войск Дария I около 514—512 годов до н. э. все цари провели общий Совет царей Великой Скифии (Геродот. Кн. 4.102), что говорит о координации действий народов на огромной территории.
Позднее на территории, которую античные и византийские авторы продолжали называть Скифией, появились и другие народы: области Сарматии, Готии, Гуннии, северных архонтств времён Византии и затем Руси от низовий Дуная.
Согласно сообщениям Лаврентьевской и Густынской летописей (под 907 годом) Великая Скифия (Великая скуфь) состояла из племён, живущих по Бугу и Днепру при впадении их в море. Также упоминается, что болгары приходили на Дунай с востока от хазар, то есть от скифов.
В «Сказании о Словене и Русе и городе Словенске» упоминаются скифы и их предок Скиф, который был внуком Иафета (Афета):

Афету же по благословению отца своего Ноя излиявшуся на западныя и на северный страны даже и до полунощия. По мале же времени правнуцы Афетовы Скиф и Зардан отлучишася от братий своих и от рода своего от западных стран, и коснушася полуденных стран, и вселишася во Ексинопонте и живяху тамо многа лета, и от сих породишася сынове и внуцы и умножишася зело, и прозвашася по имени прадеда своего Скифа «Скифия Великая». И бысть между ими распря и междоусобица и крамола многа и тесноты ради места. Начальницы же тогда родители их княжаху единого отца сынове пяточислении кровницы, им же имена: 1) Словен, 2) Рус, 3) Болгар, 4) Коман, 5) Истер…

«Князем убо скифским Словену и Русу, мудростию и храбростию в роде своем всех превозшедшим» (Оба князя скифских Словен и Рус, по мудрости и храбрости в роде своём всех превосходили). Впоследствии был основан город словенск великий, после новгород великий переименовался…— Сказание о Словене и Русе и городе Словенске

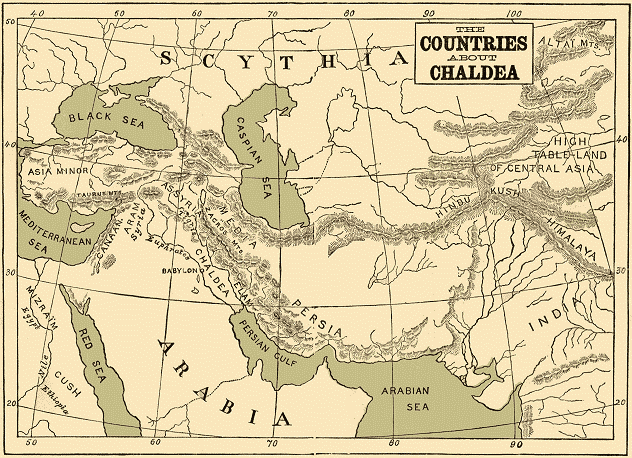
Скифия (Scythia) на древней карте

## География
Гекатей Милетский включил Скифию в своё «Землеописание» и нанёс на карту ойкумены, однако его и сочинения других предшественников Геродота не сохранились.
Геродот в 4 книге Истории начинает описание Скифии с реки Истр («первая река Скифии на западе», 48), к скифским притокам Истра он относил Пирет, Тиарант (Олт или Сирет), Арар (Сирет), Напарис (Яломица) и Ордесс (Арджеш). От Истра на восток располагается следующая заметная река Скифии — Тирас (51). Затем идёт Гипанис (53), на котором стояла Ольвия (18). За Гипанисом на восток идёт большая река Борисфен, которая впадает в один и тот же лиман с Гипанисом. Мыс между двумя реками называется Гипполая (53).
Однако точное место впадения древнего Днепра в Чёрное море является предметом дискуссий. Одни полагают, что Днепр тёк по руслу реки Синюха, другие отодвигают устье на юг в район Донузлава.
Также назван приток Борисфена Пантикап (54). Некоторые исследователи отождествляют Пантикап с Ингулом, другие — с Ингульцом, а академик Рыбаков — с Ворсклой. Пантикап течёт с севера, проходит через Гилею и впадает в Борисфен в 3 днях пути (90 км) от его устья на восток (18).
Затем идёт исчезнувшая река Гипакирис (55), впадавшая в море в районе Керкинитиды (то есть Евпатории). Гипакирис вытекает из некого озера, но фактически он представляет собой протоку Борисфена через Герр (56). От Пантикапа до Герра уже 10 дней пути (19), то есть 300 км. Место разделения Борисфена на два рукава находилось в районе города Черкасы. Некоторые исследователи отождествляют Гипакирис с Ингульцом. Также есть мнение, что устье Гипакириса располагалось в районе Донузлава, тогда как её верхнее течение шло в русле реки Молочной. Академик Рыбаков отождествлял реку Гипакирис с Конкой, а её устье располагал в районе Каркинитского залива
Согласно Клавдию Птолемею, Азиатская Скифия начинается по ту сторону Меотиды (Азовского моря) и реки Ра (Волга) и тянется на восток до Серика, к югу от которого располагался Чинай(Китай), на юг — до Согдианы и Индии и на север — до неведомых земель. В направлении с запада на восток Азиатскую Скифию делили на ту что сей стороне и по ту сторону Имая, причем именем Имая обозначали различные горные хребты: Уральский, Белуртаг, Гималайский, чаще всего Тянь-Шань. Древние знали реки Азиатской Скифии: кроме Ра и Окса (Амударья) — Паропамис (вероятно Обь), Даик (нынешний Урал) и другие. Об Аральском море древние имели лишь самое смутное представление: река Иаксарт (нын. Сырдарья) изливается, по Страбону, в Каспийское море.
По Плинию, Саков же называли Хазарами. Он также говорит о Великой Скифии, идущей от Дона на восток и на север, и о Малой Скифии — от Дона к Днепру и далее на запад. Страбон тоже говорит о Большой или Азиатской Скифии. О Скифах он повествует: «древняя История сих народов подлинно неизвестна, потому что писатели оной составляли её из вымыслов, видя, что баснословные творения были в большем употреблении и уважении, нежели повествования истинных происшествий».
Григоре Уреке в «Летописи государства Молдавия до князя Арона Воды» на румынском языке описывает месторасположение Скифии: «XVI. 1. И в Пустынной Тартарии (Tartariia cea pustie) имеется множество орд, прежде всего Джунгария (Zagaar), то есть Скифия (Stitia), между Эмаум (Emaum и Emmaum) и Катаио (Cataio) с царством Тангут (Tangut)».
Северной границей Скифии считался Северный океан.
Скифия, как свидетельствует легенда Эбсторфской карты (1239 г.), «простирается от самого крайнего востока до Океана, а на Юге до Кавказских гор». Из легенды карты:

〈…〉Скифия простирается от крайних пределов Востока до океана, а на Юге она достигает Кавказского хребта. С западной стороны под Скифией находится Гиркания, в которой проживают 44 народа. В ней (Скифии) имеются крупные реки: Оскор, Фасис, Аракс. В Скифии находят драгоценные камни, а также золото и жемчуг. Но добыть их невозможно из-за большого количества Грифов, которые имеют огромный рост, четыре лапы и покрыты они перьями; и как считают, что быстрее их (в мире) зверя нет. Родятся они к Северу от Гиперборейских гор, на полюсе. Тело их по образу и подобию львиное, а морда и когти, как у орла. Они враждебно относятся к лошадям. А также рвут на части людей, и могут своими смертоубийственными когтями разделать (на части) пару быков и двух козлов.
Оригинальный текст (лат.)〈…〉Scithia  ab  extrema  orientis  parte  usque  ad  occeanum,  deinde  a  meridie  usque  ad  Caucasi iugum  deducta. Cui  subiacet  Hyrcania  ab  occasu,  habentes  pariter  gentes  XLIIII.  Suntque  ei  flumina  magna: Oscorum,  Fascidin,  Yrarin.  Ibique lapides  pretiosi  inveniuntur  et  aurum  et  gemme.  Griphorum  immanitate oppressi,  statura  proceri,  quadrupedum  atque  pennatum  genus  rapidissimumque  omnium  ferarum  fertur  esse.  In vertice  id  est  in  lateribus  Yperboreorum  moncium  nascuntur.  Totum  namque  corpus illorum  ymaginem  seu formam leonis ostendit. Alis itaque et facie velut aquile. Equis vehementer infesti. Nam homines discerpunt, iuga boum velut duos hircos unguibus interimentes dividunt

На знаменитой Херефордской карте мира (1285—1290 гг.) на Западе от мыса «Борей» на северо-востоке Азии близ миниатюры пеликана, который кормит своими внутренностями птенцов, присутствует легенда:

Говорят, что от этих мест до самых Меотидских Болот всё считается Скифией. Здесь после снегов [простираются] обширные пустыни… Река Борей. Город Самаркан.
Оригинальный текст (лат.)Ab hinc usque ad Meotides Palludes generaliter Sithia dicitur.

Hic post nives longa deserta...

Fluvius Boreus.

Samarcan civitas

— Херефордская карта
По мнению Б. Н. Гракова Каменское городище скифской эпохи в Запорожской области Украины было торговым, ремесленным и административным центром всей Степной Скифии. С. Я. Ольговский высказывал мнение о том, что это укреплённое поселение могло быть сезонным центром древней торговли. Н. А. Гаврилюк считает этот памятник конгломератом небольших скотоводческих поселений, которые возникали на местах зимовий и контролировали лучшие пойменные пастбища и важные торговые пути.

## Города Скифии
В тексте «Хроники» (лат. Chronicon или «Описание карты мира» — трактат по истории и географии, который датируется 1130/1131—(1135) гг.) Гуго Сен-Викторского в лапидарной форме даётся перечень топонимов Скифии: Ортогорра (лат. Ortogorra), Самарха (лат. Samarchan), Аттиппи (лат. Attipi), Александрия (лат. Alexandria), Скифополь (лат. Scitopolis), Поселение Сафир (лат. vicus Saphiri).
В «Книге извлечений» Ришара Сен-Викторского, которая датируется 1153—1162 гг. и восходит к «Хронике», при описании Скифии приводится следующий перечень городов: Ортогория (лат. Hortogoria), Самарка (лат. Samarcam), Аритпи (лат. Aritpi), Александрия (лат. Alexandria), Скифополь (лат. Scitopolis), Поселение Сафир (лат. vicus Saphiri). В этой средневековой энциклопедии присутствуют также и дополнения из «Этимологий» Исидора Севильского.

## В литературе начала XX века
В русской культуре начала XX века заметное влияние оказала идеология «скифства», в частности опубликованные альманах и стихотворение «Скифы».

## В астрономии
В честь Скифии назван астероид (1306) Скифия, открытый 22 июля 1930 года советским астрономом Григорием Неуйминым в Симеизской обсерватории

## Пояснения
1. ↑  Автор схолий к сочинению Аристотеля «О небе» неизвестен. Его часто путают с ритором конца IV века Фемистием, который написал схолии к другим сочинениям Аристотеля. Не исключено, что аноним жил в IX—X вв, так как использовал этноним арабы (вместо сарацины), крайне редко использовавшийся греками в IV—VII вв.